# Program Evaluation and Review Technique

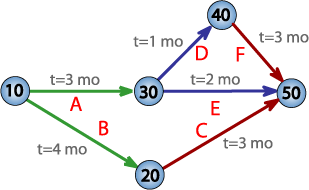
PERT-diagram för ett sjumånadersprojekt med fem milstolpar (10 till 50) och sex aktiviteter (A till F).

Program Evaluation and Review Technique (PERT) är en operationsanalytisk metod som används för optimering inom bland annat projektplanering. PERT utmärks genom att de olika aktiviteterna grafiskt presenteras i förhållande till varandra i ett nätdiagram.